# Jonny Moseley
Jonathan William Moseley plus connu sous le nom de Jonny Moseley, né le 27 août 1975 à San Juan à Porto Rico, est un skieur acrobatique américain, spécialisé dans la discipline du freestyle. Il est le premier porto-ricain à être sélectionné en équipe des États-Unis de ski. En 1998 il devient champion olympique à Nagano au Japon. Il a aussi remporté la médaille de bronze aux Championnats du monde 1995 et participé aux Jeux d'hiver à Salt Lake City en 2002 où il finira quatrième.

## Palmarès

### Jeux olympiques d'hiver
- Champion olympique de ski de bosses lors des Jeux olympiques d'hiver de 1998 à Nagano ( Japon)

### Championnats du monde
- Médaillé de bronze lors du Championnats du monde 1995 à  La Clusaz ( France)

### Coupe du monde
- 2 gros globe de cristal :
  - Vainqueur du classement général en 1995 et 1996.
- 2 petits globe de cristal :
  - Vainqueur du classement bosses en 1998.
  - Vainqueur du classement combiné en 1996.
- 40 podiums dont 16 victoires dans des épreuves